# Sciodrepoides alpestris
Sciodrepoides alpestris är en skalbaggsart som beskrevs av René Gabriel Jeannel 1934. Sciodrepoides alpestris ingår i släktet Sciodrepoides, och familjen mycelbaggar. Arten är reproducerande i Sverige.